# Outrage Entertainment
Outrage Entertainment est une société américaine de développement de jeux vidéo fondée en 1997 lorsque Parallax Software décide de se scinder en deux (Outrage Entertainment et Volition). La société est située à Ann Arbor et se compose essentiellement d'anciens employés de Parallax Software. Elle est notamment connue pour avoir développé Descent 3 et effectué les portages sur Windows et Xbox des jeux Red Faction II et Alter Echo.
Le 4 avril 2002, Outrage est acquise par THQ et renommée Outrage Games. Elle ferme ses portes le 31 mars 2004. Plusieurs employés sont transférés chez Volition.

## Jeux développés
- Descent 3  — Mac OS, Windows (1999)
- Descent 3: Mercenary — Windows (1999)
- Red Faction II — Windows, Xbox (2003)
- Alter Echo — PlayStation 2, Xbox (2003)
- Rubu Tribe — PlayStation 2 (annulé)